# 盧森堡金融推廣署
盧森堡金融推廣署(英語：Luxembourg for Finance)，為主要推廣和發展成為盧森堡金融中心地位，盧森堡金融角色，主要由盧森堡政府和盧森堡金融業商會，以政府和社会资本合作（港臺譯作：民間參與公共建設）共同設立貿易一體，諸如位於盧森堡的盧森堡銀行公會、盧森堡基金業協會或盧森堡保險和再保險業協會

## 歷史
盧森堡金融推廣署在2008年設立，主要目的是促進盧森堡金融服務發展和多元化,推動金融中心地位，和提高身份新行業機遇。 盧森堡金融服務行業，已和國際投資者拉近，諸如證券投資基金、財富管理、資本市場運作或顧問服務。

## 排行
盧森堡金融中心，在歐元區排行為最大金融中心，和歐洲區域倫敦和蘇黎世，排行第三位。